# Агордо
А̀гордо (на италиански: Agordo; на ладински: Agort, Агорт) е малко градче и община в Северна Италия, провинция Белуно, регион Венето. Разположено е на 611 m надморска височина. Населението на общината е 4165 души (към 2014 г.).